# Lundtjärnen, Jämtland
Lundtjärnen är en sjö i Bräcke kommun i Jämtland och ingår i Indalsälvens huvudavrinningsområde.